# Монморанси
Монморанси́ (фр. Maison de Montmorency) — знатный французский род, давший Франции 12 маршалов и 6 коннетаблей. Известен с X века, угас в 1878 году. Своё имя принял от замка Монморанси к северу от Парижа.
Барон Матье I де Монморанси, будучи зятем английского короля Генриха I, в 1141 г. взял в жёны вдову французского короля Людовика VI. В годы малолетства своего пасынка Людовика VII он делил регентство с аббатом Сугерием. Его внук Матье II де Монморанси служил трём королям в чине главнокомандующего (коннетабля Франции).

## Потомки Матьё II от первого брака

### На службе у Габсбургов
В XV веке в доме Монморанси произошла распря. Старший сын барона Жана де Монморанси от брака с Жанной Фоссё-Нивельской унаследовал от матери город Нивель и обосновался во Фландрии. Он стал верным подданным герцогов Бургундских и отказался по приказу отца выступить против них, за что был лишён наследства в пользу младшего брата — владельца Шантийи (см. ниже). Представители фландрской ветви Монморанси после брака Марии Бургундской с Максимилианом Австрийским состояли на службе у Габсбургов. Последний из них, испанский адмирал граф Горн, был казнён в Брюсселе в 1568 году.
Второй сын Жана де Монморанси от брака с Жанной Фоссё-Нивельской наследовал местечко Фоссё во Фландрии. Он также предпочёл дружбу герцогов Бургундских вражде с ними, за что поплатился старшинством в роде. Из его потомков в XVI и XVII вв. к верхушке фламандской аристократии принадлежала ветвь Монморанси-Морбек, глава которой носил титул принца Робека. Последний принц Робек умер в 1812 году в Париже, но его титул перешёл к младшим представителям линии Монморанси-Фоссё (см. ниже).

### Монморанси-Шантийи

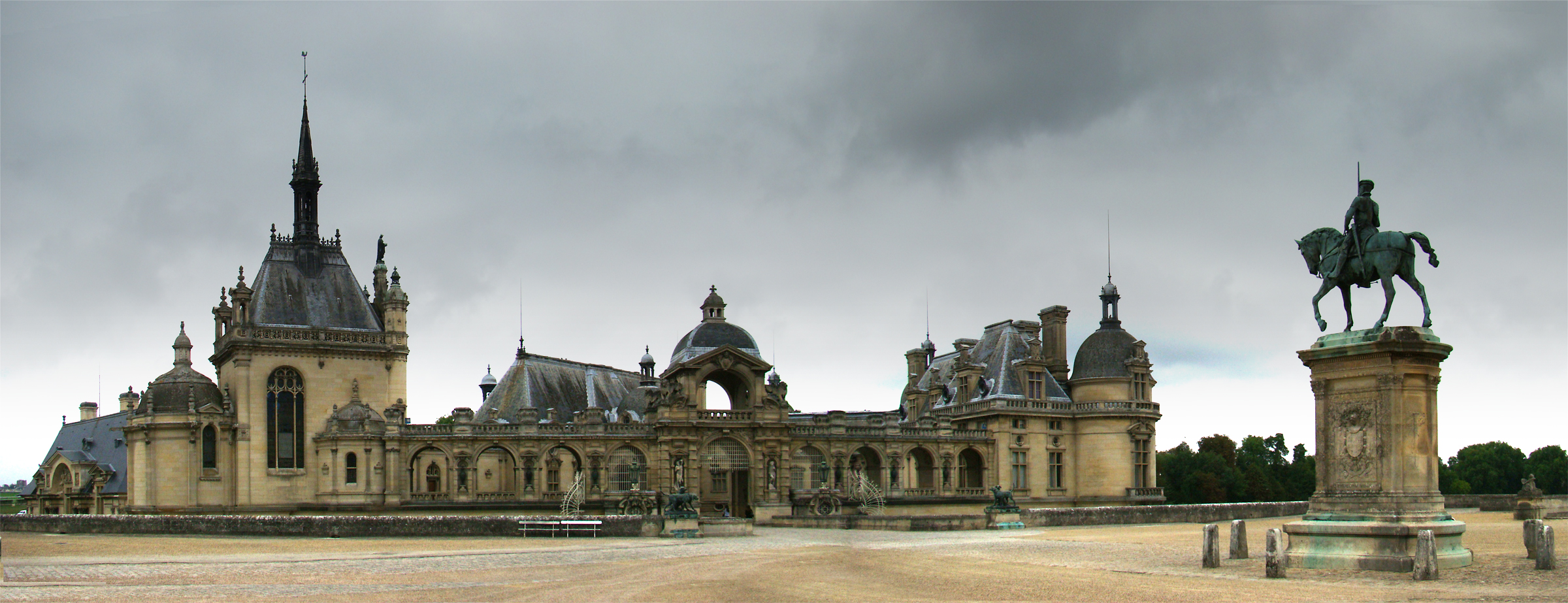
Замок Шантийи с конной статуей Анна де Монморанси.

Одна из младших ветвей семейства, но наиболее удачливая на французской службе. Её родоначальником выступил младший сын Жана де Монморанси, которому тот передал старшинство в роде. Сын его,
Анн де Монморанси (1493—1567) — военный и государственный деятель Франции, маршал, затем коннетабль Франции, 1-й герцог де Монморанси. Он перестроил и украсил семейную резиденцию в Шантийи.
Его старший сын Франсуа породнился с королевским домом, женившись на герцогине Диане де Шательро — старшей, внебрачной дочери Генриха II. Поскольку герцогство Монморанси было старейшим пэрством Франции, именно Монморанси в случае смерти монарха возглашал: «Король умер. Да здравствует Король!»
Сын Анна I от Мадлены Савойской, Анри I де Монморанси (1534—1614), также носил титул коннетабля. Он возглавлял умеренную партию (les politiques), стремившуюся к примирению между католиками и протестантами. Рассорившись с королевским двором, удалился в Лангедок, которым правил почти как суверен. Трёх дочерей выдал за Шарля де Валуа (внебрачный сын Карла IX), за принца Генриха II де Конде и за герцога де Вантадура (Жильбера III де Леви-Вантадур (ум. 1591 г.))
Ветвь Монморанси-Шантильи угасла со смертью сына Анри I — Анри II, герцога Монморанси (1595—1632), адмирала и маршала Франции, который вслед за отцом правил Лангедоком и не оставлял надежды стать полновластным маркграфом Салуццо. За убежище, доставленное мятежному герцогу Гастону Орлеанскому, он был обвинён в оскорблении величества и казнён. Владения и титулы герцогов Монморанси после кратковременной конфискации перешли к дому Конде, первенство среди пэров Франции — к Крюссолям.

### Монморанси-Люксембург и Монморанси-Фоссё

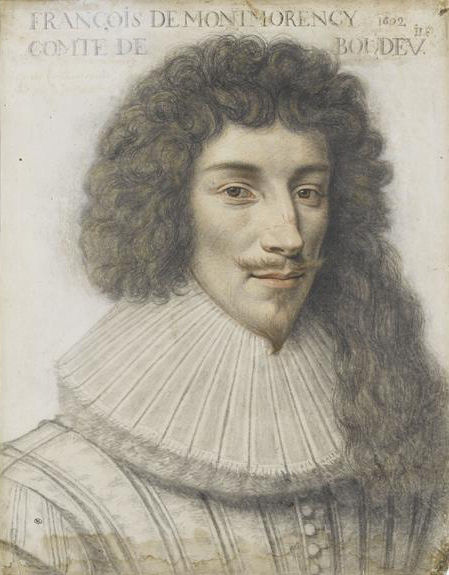
Граф Монморанси-Бутвиль, вице-адмирал Франции, отец маршала Люксембурга, казнён в 1627 г. по приказу кардинала Ришельё на Гревской площади как завзятый дуэлянт.

Родоначальником этой ветви является сын казнённого за участие в дуэли графа Монморанси-Бутвиля, маршал Люксембург — выдающийся полководец времён Людовика XIV. Он был воспитан упомянутой дочерью Анри I — Шарлоттой — в унаследованном ею родовом поместье Шантийи и женился на наследнице герцога Пене-Люксембурга.
От трёх сыновей маршала Люксембурга происходили следующие ветви фамилии:
- Старшая ветвь, глава которой носил титул герцога Пене-Люксембург, а с 1688 г. — ещё и титул герцога Бофор-Монморанси. Пресеклась в 1764 году на внуке маршала, наследница которого была выдана замуж за представителя другой ветви фамилии — маркиза Монморанси-Фоссё, принца Эгремона. Эта линия также едва пережила Французскую революцию: внуки Шарлотты последними носили старинный титул герцога Пене-Люксембург.
- Средняя ветвь, глава которой в 1696 г. унаследовал титул герцога Шатийона. Её представители также неформально именовали себя герцогами Бутвилями и Олоннами. Последний герцог умер в Шатийоне в 1861 г. Его сестра вышла замуж за португальского герцога Кадаваля (ветвь дома Браганса) и уехала с ним в Бразилию.
- Младшая ветвь, глава которой — принц де Тенгре и граф де Люкс — в 1765 г. получил от короля титул герцога Бомона. Она закончилась в 1878 году на герцоге Анне-Эдуарде-Луи-Жозефе де Монморанси-Бомон-Люксембург, пэре Франции, последнем из Монморанси. Младшая дочь последнего герцога Монморанси умерла в Париже в 1922 году в возрасте 82 лет.

## Потомки Матьё II от второго брака

### Монморанси-Лаваль

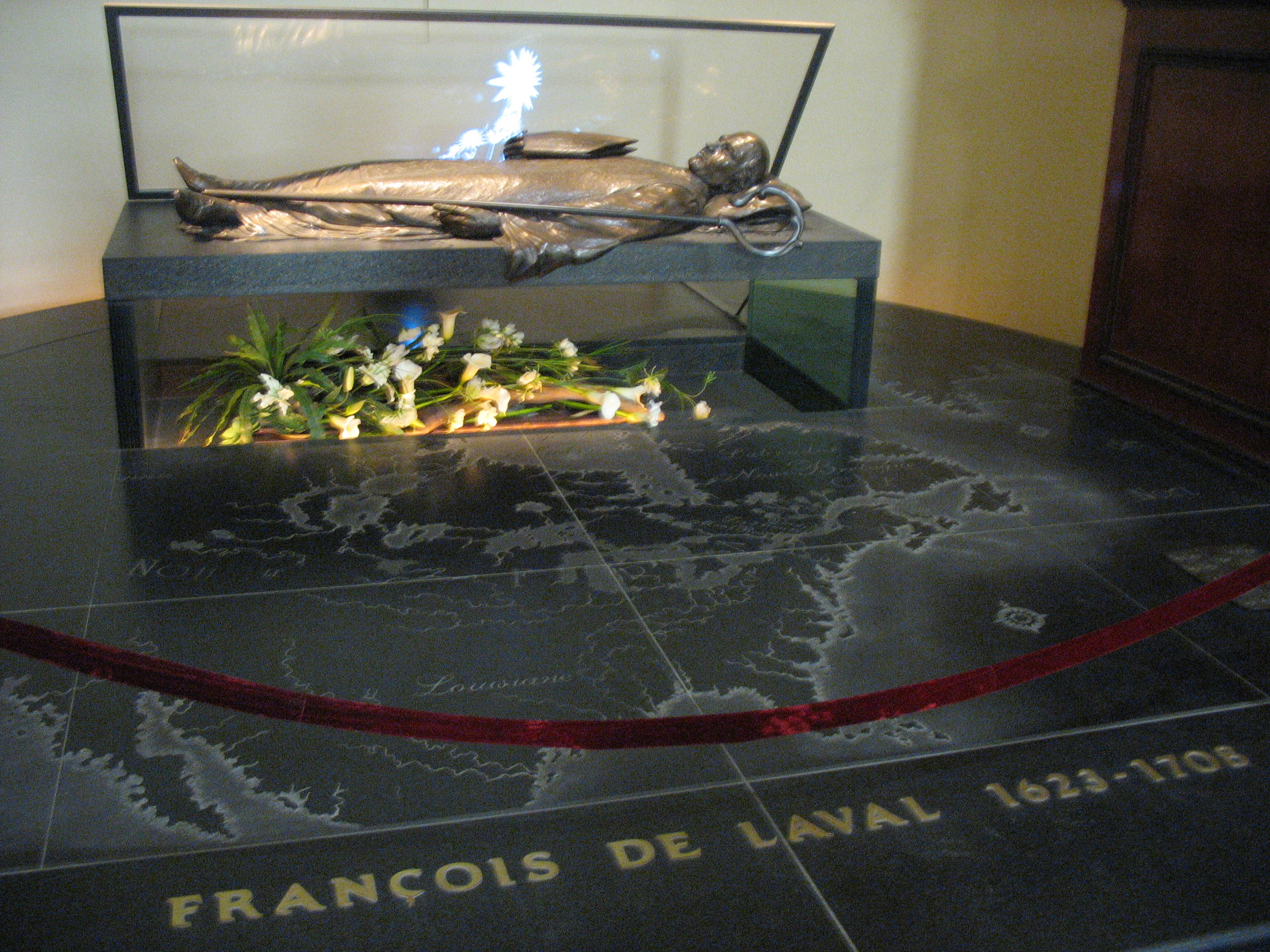
Гробница епископа Франсуа де Монморанси-Лаваля в соборе Квебекской Богоматери. Его имя носит старейший франкоязычный университет Канады.

Род Монморанси-Лаваль происходит от второго брака коннетабля Матьё II де Монморанси с дочерью и наследницей знатнейшего Ги VI де Лаваля, центром владений которого был город Лаваль. Глава старшей ветви рода до середины XV века (когда она угасла) носил имя Ги и порядковый номер. Самым знаменитым представителем средневековых Монморанси-Лавалей был Жиль де Рэ (1404-40) — прототип «Синей бороды». Подробнее о них см. fr:Famille de Laval.
Младшая ветвь Монморанси-Лавалей продолжала существовать вне сообщения с другими ветвями фамилии до XVII века, когда её глава был пожалован королём титулом маркиза де Лаваля. В 1758 г. маркиз де Лаваль был удостоен титула герцога де Лаваля, который его потомки носили до 1851 года, когда умер из них последний, последний официальный и наследственный потомок, а также и самый последний из другой ветви Де Монморанси-Бомон-Люксембург, в 1878 году. Внук первого герцога Лаваля во время Наполеоновских войн нашёл убежище в Испании, где был возведён в достоинство испанского гранда и герцога Сан-Фернандо. Его единственная дочь и единственная, официальная наследница вышла во Франции замуж, за герцога де Мирпуа, из дома Де Леви.
Двоюродный брат герцога Сан-Фернандо, виконт Матьё де Монморанси-Лаваль, при Реставрации сделался министром иностранных дел. Ради него Людовик XVIII восстановил титул герцога де Монморанси, сделавшийся выморочным со смертью последнего принца Конде. Наследников мужского пола у этого герцога не было; его единственная дочь вышла за герцога Дудовиля из рода Ларошфуко, так как титул Герцога Де Монморанси и все титулы этого рода (потомственно и наследственно, не имел официального титула, носил неофициальный титул Виконта), был восстановленным (а не наследственным), то из за этих обстоятельств род Ларошфуко не унаследовали его.